# Шемиунов, Марат Рафаильевич
Мара́т Рафаи́льевич Шемиу́нов (род. 19 марта 1983 года, Ленинград) — российский артист балета, заслуженный артист Санкт-Петербурга, первый солист Михайловского театра, хореограф, дипломант международных конкурсов, художник, президент благотворительного фонда «ИМ», директор Национального центра исполнительских искусств — театра «МИР», руководитель студии «Парад Балет».

## Биография
В 2001 году окончил Академию А. Я. Вагановой (класс Померанцовой М. А., Найдича Ю. М.), стажировался у прима-балерины Кировского театра, народной артистки РСФСР Аллы Шелест. После выпуска в 2011 году был принят на положение солиста в Михайловский театр. В 2003 году получил диплом 3-го тура международного конкурса артистов балета в городе Риети (Италия). В 2004 году стажировался в компании «Staatsoper», Берлин (художественный руководитель — Владимир Малахов), в 2005-м — в компании «Universal Ballet», Сеул (Южная Корея) у художественного руководителя Олега Виноградова. В 2007 году был номинирован на Высшую петербургскую театральную премию «Золотой софит» («Лучшая мужская роль в балете») за исполнение партии Жана де Бриена в балете «Раймонда».
Участник 15-го Международного конкурса артистов балета и хореографов имени Сержа Лифаря в Киеве в 2006 году.
В 2008 году на первых в истории Михайловского театра гастролях в Лондоне исполнял главные партии в балетах «Спартак», «Пахита» и на гала-концерте закрытия тура в балетном номере «Весенние воды» в хореографии Асафа Мессерера (ред. Михаила Мессерера).
Участник гала-концерта звезд Российского балета (солистов Большого, Мариинского, Михайловского театров) в рамках культурной программы дипломатической миссии сопровождения визита президента России Дмитрия Медведева в Нью-Дели в 2008 году.
В 2009 году был переведён в статус премьера балета Михайловского театра за роль Зигфрида в балете «Лебединое Озеро», (редакция Михаила Мессерера).
Вместе с художницей и куратором Ирэной Куксенайте открыл персональную выставку скульптуры и графических работ «Арабески» в галерее лофт-проекта «Этажи» авторским танцевальным перформансом «Мимолетности» на музыку Сергея Прокофьева. Зимой 2009 года на ежегодных гастролях театра в Японии вместе с японской художницей и куратором Наной Ерифуджи открыл выставку графических работ «Арабески» в галерее «Т» в Токио авторским танцевальным перформансом «Chasm» на музыку Риучи Сакамото. В 2010 году поступил в Академию А. Я. Вагановой на факультет хореографии, специальность — «искусство балетмейстера» (класс Анастасии Кадрулевой, мастерская Георгия Алексидзе).
Исполнял главную роль принца Зигфрида в балете «Лебединое озеро» на открытии гастролей Михайловского театра в Лондоне в 2010 году в дуэте с прима-балериной Берлинского балета и Американского балетного театра Полиной Семионовой а также роль Фрондосо в балете «Лауренсия» с супругой Ириной Перрен.
Участник торжественной церемонии открытия XXII зимней олимпиады в Сочи в рамках концерта звезд Российского балета для членов Международного Олимпийского комитета. Награждён почетной благодарственной грамотой и медалью от президента России Владимира Путина за «за значительный вклад в подготовку и проведение ХХII Олимпийских зимних игр и ХI Паралимпийских зимних игр 2014 года в г. Сочи».
Участник параллельной программы биеннале современного искусства «Манифеста» вместе с петербургским композитором и пианистом Олегом Каравайчуком. В 2016 году вместе с супругой, прима-балериной Михайловского театра, заслуженной артисткой России Ириной Перрен открыли студию «Парад Балет»
В 2017 году к 90-летию композитора и пианиста Олега Каравайчука выступил продюсером в международном проекте «Гамма» с хореографом Роем Ассафом и исполнил главную роль в одноимённом спектакле в программе эрмитажных вечеров Михайловского театра. В 2018 году проходил стажировку в Парижской консерватории музыки и танца вместе со студентами балетмейстерского факультета, где с супругой Ириной Перрен изучал хореографическую партитуру и драматургию балета «Six years later» в постановке Роя Ассафа, Израиль, а также проходил стажировку в компании Roy Assaf Dance Company (репетиции балета «Six years later» в Тель-Авиве, Израиль). Организатор программы вечеров современного балета «Музыка/танец» в Главном штабе Государственного Эрмитажа и Эрмитажном театре 13.02, 01.04, 06.05, 23.05, 27.07, 31.10 в 2019 году.

## Личная жизнь
С 2010 года женат на приме-балерине Михайловского театра, заслуженной артистке России Ирине Перрен. В декабре 2012 у пары родилась дочь Ева, в октябре 2017 года — сын Рамиль.

## Репертуар
Санкт-Петербургский государственный академический театр оперы и балета им. М. П. Мусоргского — Михайловский театр
2001
- Ротбарт, «Лебединое озеро», хореография М. Петипа, Л. Иванова, редакция Н. Боярчикова
- Дроссельмейер, господин Штальбаум «Щелкунчик», хореография Н. Боярчикова
- Клопен Трюльфу* «Эсмеральда», хореография Н. Боярчикова
- Парис**, «Ромео и Джульетта», хореография О. Виноградова
- Щелкунчик-принц, «Щелкунчик», хореография Н. Боярчикова

2002
- Жених* «Принцесса Луны», хореография Н. Боярчикова
- Вакх*, балетная картина в опере «Фауст», хореография Г. Ковтуна
- Микадо, «Принцесса Луны, или История Такэтори», хореография Н. Боярчикова

2003
- Дон Кихот, «Дон Кихот», хореография А. Горского, редакция Н. Боярчикова
- Король Флорестан, «Спящая Красавица», хореография М. Петипа
- Принц Микадо, «Принцесса Луны», хореография Н. Боярчикова
- Ален, «Тщетная предосторожность», хореография О. Виноградова
- Жених**, «Принцесса луны», хореография Н. Боярчикова
- восточный танец в спектакле «Золушка, или Хрустальные башмачки», хореография М. Большаковой

2004
- Принц Микадо, «Принцесса Луны», хореография Н.Боярчикова

2005
- Ален**, «Тщетная предосторожность», хореография О. Виноградова

2006
- Жан Де Бриен**, Абдерахман, «Раймонда», хореография М. Петипа

2007
- Принц Зигфрид, «Лебединое Озеро», хореография М. Петипа, Л. Иванова
- Принц Лимон**, «Чиполлино», хореография Г. Майорова

2008
- Спартак и Красс*, «Спартак», хореография Г. Ковтуна
- Люсьен д’Эрвильи, «Пахита», хореография Н. Долгушина
- «Дуэнде», «Прелюдия», хореография Начо Дуато
- Великий брамин, «Баядерка», хореография М. Петипа
- Конрад, «Корсар», хореография М. Петипа, редакция П. Гусева
- Парис, «Ромео и Джульетта», хореография О. Виноградова
- хореографическая миниатюра «Весенние воды», хореография А.Мессерера, редакция М. Мессерера

2009
- Принц Зигфрид**, «Лебединое Озеро», хореография М. Петипа, Л. Иванова, А. Горского, А. Мессерера, редакция М. Мессерера
- «Сенсориум»[6], хореография А. Марриота
- Щелкунчик-принц, «Щелкунчик», хореография Н. Боярчикова

2010
- Фрондосо**, «Лауренсия», реставрация М. МессерераМарат Шемиунов в роли Фрондосо в балете "Лауренсия"

2011

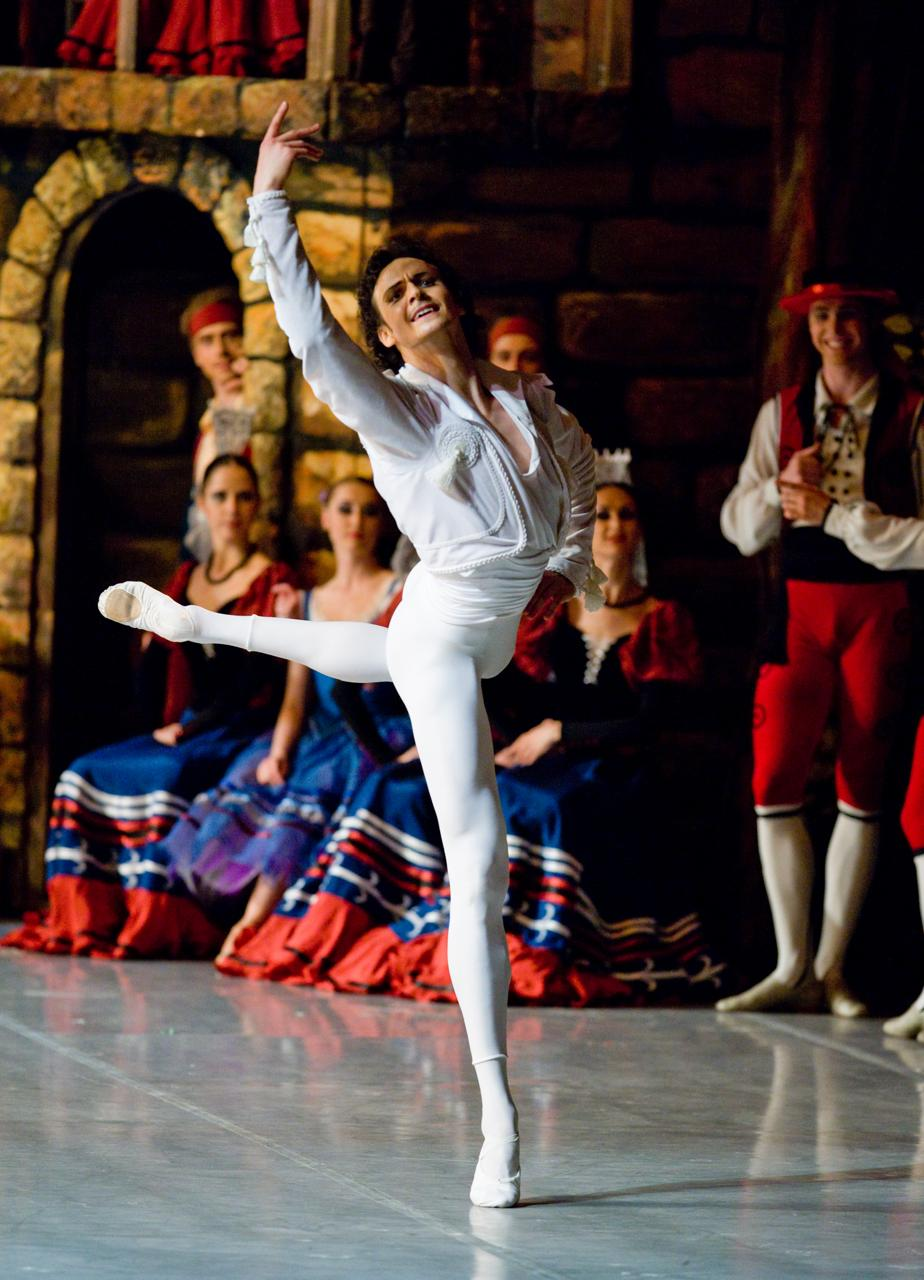
Марат Шемиунов в роли Фрондосо в балете "Лауренсия"

- сольная партия в балете «Дуэнде», сольная партия в балете «Прелюдия»*, хореография Начо Дуато
- Король Флорестан*, «Спящая красавица», хореография Начо Дуато

2012
- Базиль, «Дон Кихот», хореография А. Горского, М. Петипа (Воронежский театр оперы и балета)
- Иоганн Себастьян Бах*, «Многогранность. Формы тишины и пустоты», хореография Начо Дуато
- сеньор Капулетти, «Ромео и Джульетта», хореография Начо Дуато

2013
- сольная партия в премьере балета «Na floresta»**, хореография Начо Дуато (премьера в Михайловском театре 23 мая 2013 года)
- Адажио «Аллегория свободы» из балета «Пламя Парижа», реставрация М. Мессерера

2014
- сольная партия в премьере балета «Белая Тьма»**, хореография Начо Дуато (премьера в Михайловском театре 2 мая 2014 года)
- партия Дроссельмейера в спектакле «Щелкунчик», хореография Начо Дуато

2015
- Дух прошлого Рождества в балете «Рождественская история», рок в балете «Дракула», пациент в балете «Про любовь», участие в балете «Слепая связь», хореография И. Васильева

2016
- Адажио «Аллегория Свободы»* из балета «Пламя Парижа» (премьера в Новосибирском театре оперы и балета) хореография В. Вайнонена

2019
- капитан Фэб де Шатопер** (в дуэте с Ириной Перрен) в балете «Эсмеральда», постановка В. Бурмейстера (Большой театр, историческая сцена) с артистами Ростовского музыкального театра

2020
- партия Дамиса** в дуэте с Ириной Перрен, «Испытание Дамиса», (премьера — воссоздание спектакля М. Петипа, редакция С. Беляевского (Эрмитажный театр)

2021
- Царь, «Конёк-горбунок», хореография А.Радунского, редакция М. Мессерера
- Великий брамин, «Баядерка», постановка Н. Боярчикова

2022
- сеньор Капулетти, «Ромео и Джульетта», хореография Н. Боярчикова
- Идальго*, «Идальго из Ла-Манчи», хореография Начо Дуато
- солист в мазурке, «Лебединое озеро», хореография Начо Дуато

2023
- Смерть, «Кармен», хореография Начо Дуато
- Миссис Н, «Летучая мышь», хореография А. Омара

В настоящее время на сцене театра исполняет ведущие и характерные партии в балетах «Лебединое озеро», «Щелкунчик», «Лауренсия», «Пламя Парижа», «Ромео и Джульетта», «Дон Кихот», «Спящая красавица», «Корсар», «Жизель, или Вилисы», «Чиполлино», «Дуэнде», «В лесу», «Прелюдия», «Белая тьма», «Многогранность. Формы тишины и пустоты».
(*) — первый исполнитель партии
(**) — первый исполнитель партии в данной постановке

## Гастроли
Ведёт активную гастрольную деятельность как в составе труппы Михайловского театра, так и в качестве приглашённого солиста других театров. Принимает участие в творческих вечерах и других культурных мероприятиях в России и за рубежом.
2001
- Токио, Осака, Нагоя (Япония) — гастроли Михайловского театра

2002
- Вакх в балетной картине «Вальпургиева ночь» в опере «Фауст», гастроли Михайловского театра
- Саппоро, Токио, Киото (Япония), «Корсар», гастроли Михайловского театра
- Сиракузы — античный театр «Неаполис», Катания — «Римский театр» (Италия), Конрад, «Корсар»

2004
- Анкара, Стамбул (Турция) — гастроли Михайловского театра
- Польша, Италия и Германия — гастроли Михайловского театра

2005
- Япония — Конрад, «Корсар» (дуэт с прима-балериной Мариинского театра Дианой Вишневой)
- Грузия — творческий вечер Ирмы Ниорадзе

2007
- Атланта, Саванна, Мобил (США) — гастроли театра «Русский балет»
- Литва, Латвия — Дни Санкт-Петербурга в Прибалтике
- Япония — тур «Лето Балета» японской промоутерской компании «Коранша», па де де «Диана и Актеон», «Спящая Красавица», «Марго» (дуэт с прима-балериной Михайловского театра Ириной Перрен), хореография Р. Вагабова

2008
- Лондон (Великобритания) — гастроли Михайловского театра
- Нью-Дели (Индия) — торжественное открытие года России в Индии в рамках визита президента Российской Федерации Дмитрия Медведева
- Мумбаи (Индия) — Гала-концерт «Звезды Русского Балета», проходивший в рамках культурной миссии перекрестного года России и Индии

2009
- Венеция (Италия), Канны (Франция) — гастроли в составе «Звезд Михайловского театра»
- Венеция (Италия) — «Лебединое озеро», премьера Михайловского театра на сцене театра «La Fenice» (дуэт с Ириной Перрен и Екатериной Борченко)
- Коппенгаген (Дания) — выступление в рамках культурной миссии в сопровождении визита президента Российской Федерации в Данию в концертном зале «Тиволи»
- Япония — Конрад в балете «Спартак» (дуэт с прима-балериной Национальной Оперы Украины Натальей Мацак, гастроли Михайловского театра в Токио в концертном зале Бункамура

2010
- Финляндия, Эстония, Испания, Чили — гастроли театра «Русский балет»
- Версаль (Франция) — Гала-концерт народной артистки России Ульяны Лопаткиной «Легенды русского балета»
- Лондон (Великобритания) — тур Михайловского театра: «Лебединое озеро» (с прима-балериной Американского театра балета и прима-балериной Берлинской оперы Полиной Семёновой), «Лауренсия» (Фрондосо, с Екатериной Борченко)

2011
- Россия, Прибалтика, Украина — тур «Ульяна Лопаткина и друзья»: «Шопениана» Михаила Фокина, «Фрагменты одной Биографии» В. Васильева, «Гибель Розы» Р.Пети в дуэте с народной артисткой России Ульяной Лопаткиной
- Лондон (Великобритания) — фестиваль Russian ballet icons[7] («Шопениана» с Ульяной Лопаткиной)
- «Фрагменты одной Биографии» Владимира Васильева, «Гибель Розы» Р.Пети в дуэте с народной артисткой России Ульяной Лопаткиной

2012
- Каракас, Маракайбо (Венесуэла) — Гала-концерт звезд российского балета в рамках Дней культуры России в Боливарианской республике Венесуэла

2013
- Рио-де-Жанейро (Бразилия) — Гала-концерт звезд балета в рамках Дней российской культуры в Бразилии
- Мехико (Мексика) — вечер главной танцовщицы Берлинского государственного балета Элиза Кабреро
- Мюнхен (Германия) — балет «Спящая Красавица» (Король Флорестан) (Баварская Государственная Опера), гастроли Михайловского театра

2014
- Нью-Йорк, Лос-Анджелес (США) — тур «Три века Русского балета», спектакли «Пламя Парижа», «Дон Кихот», «Жизель», «Прелюдия» («Линкольн-центр», «Сегерстром центр»), гастроли Михайловского театра

2015
- Рига (Латвия) — гастроли Михайловского театра в рамках фестиваля «Золотая Маска», спектакль «Многогранность. Формы тишины и пустоты», хореография Начо Дуато
- Япония, Германия, Испания — Гала-концерт «Звёзды русского балета», гастроли Михайловского театра

2016
- Гонконг (Китай) — «Балетный фестиваль Гонконга», гастроли Михайловского театра (Король Флорестан, «Спящая красавица»)

2017
- Шанхай (Китай) — балетная программа гастрольного тура Санкт-Петербургской Филармонии «Великие Русские Композиторы» под управлением Владимира Абрамовича Альтушера
- Пекин (Китай) — Пекинский Международный балетный фестиваль: балеты «Пламя Парижа», «Жизель», гастроли Михайловского театра
- Чэнду (Китай) — сопровождение культурной миссии визита губернатора Санкт-Петербурга Георгия Полтавченко в рамках 22-й сессии Генеральной ассамблеи Всемирной туристической организации ООН (UNWTO)
- Манама (Бахрейн) — Гала-концерт солистов балета в рамках Культурной программы Санкт-Петербурга в Манаме

2018
- Бордо, Париж, Нант (Франция) — выступление в роли Зигфрида в дуэте с прима-балериной Санкт-Петербургского Театра Балета Ириной Колесниковой
- Москва — гастрольная программа спектакля «Бал Сказок» (Кремлевский Дворец)
- Йыхви (Эстония) — фестиваль балета в составе гастрольного тура Михайловского театра с балетами Начо Дуато «Дуэнде», Na floresta
- Шанхай (КНР) — Гала-концерты солистов балета ведущих театров Санкт-Петербурга в рамках культурно-деловой миссии Санкт-Петербурга в Китайскую Народную Республику

## Фестивали, концерты и конкурсы
2002
- Дебют на 1-м международном фестивале «Dance Open» в Санкт-Петербурге в «Весенних водах» С. Рахманинова, дуэт с Еленой Евсеевой
- Выступление на фестивале «На Родине П. И. Чайковского» в Ижевске в дуэте с Еленой Евсеевой

2004
- Выступление на фестивале «Звезды Балета» в Улан-Удэ в дуэте с Ириной Перрен в гран-па из балета «Пахита» и адажио из балета «Принцесса Луны», хореография Н. Боярчикова

2005
- Выступление в программе бенефиса Ирмы Ниорадзе в Мариинском театре в сольных партиях балетов Георгия Алексидзе и Егора Дружинина

2006
- Участие в Международном конкурсе артистов балета и хореографов имени Сержа Лифаря в Киеве с репертуаром «Диана и Актеон» и в миниатюре «Миллион лет до нашей эры», серебряная медаль хореографа Оксаны Галкиной на конкурсе балетмейстеров, председатель — Ю.Григорович. Участие в проекте «Антигона» «Rebecca Davis Dance Company» в культурном центре «Kimmel», Филадельфия (США). Дебют и номинация на высшую театральную премию «Золотой Софит» за роль Жана де Бриена в балете «Раймонда»

2007
- Выступления на Гала-концерте «Звезды Балета Петербурга» в рамках Дней Культуры Санкт-Петербурга в Каунасе и Вильнюсе (Литва). Выступление на юбилейном вечере Народного артиста СССР, художественного руководителя Большого театра Беларусии, Валентина Елизарьева, в дуэте с Ириной Перрен
- Участие в юбилейном вечере Народной артистки РСФСР Аллы Осипенко в Александринском театре, Санкт-Петербург

2008
- Участие в юбилейном концерте «270 лет Академии Русского балета» в Александринском театре в отделении «Звездные выпускники» с участием солистов Большого, Мариинского, Михайловского, а также многих других ведущих театров России и Европы, включая Венскую Оперу, Ла Скала и Опера Земпера

2009
- Выступление на гала-концерте премии «Grand Prix Михайловского театра» в дуэте с Ириной Перрен (фрагмент из балета «Сенсориум», хореография А. Марриота)
- Выступление на фестивале «Славянский базар» в программе «Шедевры русского балета» в Витебске (Белоруссия)
- Участие в фестивале Ларисы Гергиевой во Владикавказе, в Гала-концерте «Звезды Балета Петербурга» с участием солистов Мариинского и Михайловского театров.
- Выступление на фестивале «Звезды Русского Балета» в Барселоне (Испания)
- Участие в Гала-концерте звезд балета Dance Open (г. Вильнюс, Литва)[8]

2010
- Участие в юбилейных концертах фестиваля Dance Open в Михайловском театре, с программой 100-летних юбилеев Галины Улановой, Константина Сергеева, Татьяны Вечесловой
- Участие в Гала-концерте звезд российского балета в рамках официального визита президента Российской Федерации в Королевство Дания, г. Копенгаген (организатор — Dance Open)[9]
- Участие в Гала-концерте звезд балета на Фестивале классического балета имени Рудольфа Нуриева в Казани, Республика Татарстан
- Фрондосо в балете «Лауренсия» (выступление в программе Ульяны Лопаткиной «Легенды Русского Балета» в театре Монтансье, Версаль, Франция)

2011
- Выступление в роли Зигфрида в балете «Лебединое Озеро» на фестивале «Золотая Маска» в Москве (спектакль выдвинут на премию в трёх номинациях, в том числе — на номинацию «Лучший спектакль»)
- Выступление в роли принца Дезире в спектакле «Спящая красавица» на фестивале Аллы Шелест в Самаре[10]
- Выступление на фестивале «Russian ballet icons»" в Лондоне (Великобритания) и Риме (Италия), художественный руководитель — Владимир Васильев
- Выступление в рамках «Дни Культуры Санкт Петербурга в Таллине» на Гала-концерте «Звезды Русского Балета» с участием солистов Большого, Мариинского, Михайловского театров
- Участие в рождественском вечере «Ульяна Лопаткина и друзья» в Концертном Зале «Барвиха», Москва[11]
- Участие в торжественном Гала-концерте 180-го сезона Михайловского театра, режиссёр программы — Василий Бархатов
- Участник Гала-концерта в честь церемонии открытия Театра Наций в дуэте с Ульяной Лопаткиной «Гранд Па де де Россини»
- Участие в Гала-концерте солистов балета ведущих театров России (г. Сочи), организатор — Dance Open)[12]
- Участие в Гала-концерте Dance Open в рамках VII фестиваля балета «Савонлинна» (г.Савонлинна, Финляндия)[13]

2012
- Участие в Петербургском международном юридическом форуме в Санкт-Петербурге в Михайловском театре в программе «Легенды Русского Балета» в дуэте с Ульяной Лопаткиной
- Участие в творческом вечера Фаруха Рузиматова в театре РАМТ (г. Москва)
- Выступление на фестивале «Браво» в Саранске в дуэте с Ольгой Степановой[14]
- Выступление на Гала-концерте фестиваля «Dance Open» в театре в дуэте с Ульяной Лопаткиной («Мелодия», композитор К. В. Глюк, хореограф А.Мессерер) и в дуэте с Софьей Гумеровой (адажио из балета «Тропою грома», композитор К.Караев, хореограф К.Сергеев)[15]
- Выступление на фестивале «Russian Ballet Icons» в Лондоне (Великобритания) в дуэте «Павлова и Чекетти», хореография Джона Ноймаера[16]

2013
- Дебют и выступление на фестивале «Золотая маска» в Москве в адажио «Аллегория Свободы», в премьере Михайловского театра «Пламя Парижа» в хореографии В.Вайнонена, редакции М. Мессерера
- Участие в фестивале балета «Владимир Малахов и друзья» в Deutsche Oper Берлин (Германия)
- Выступление на Гала-концерте фестиваля балета «Мариинский» на исторической сцене Мариинского театра в дуэте с народной артисткой России Ульяной Лопаткиной в балете «Фрагменты одной биографии» В.Васильева
- Выступление в творческом вечере Владимира Шклярова в рамках фестиваля «Дни культуры Петербурга в Марселе» в зале Марселькой оперы (Франция)[17][18]
- Выступление на Гала-концерте звезд балета международного фестиваля «Dance Open» в Национальном театре оперы и балета Литвы в Вильнюсе (Литва)[19]
- Выступление в Гала-концерте «История русского балета» 21 апреля 2013 года (БКЗ «Октябрьский», организатор — Dance Open)[20]
- Участие в концерте «Классика на Дворцовой» в дуэте с Ириной Перрен в программе «Вальсы Иоганна Штрауса»[21]
- Участник Гала-концерта звезд оперы и балета Мариинского театра на церемонии открытия «Международного юридического форума» в дуэте из балета «Каменный Цветок» в хореографии Ю.Григоровича с народной артисткой России Ульяной Лопаткиной на новой сцене Мариинского театра, дирижёр — Валерий Гергиев
- Выступление на творческом вечере Татьяны Предеиной в Челябинском театре оперы и балета[22]
- Участие в Гала-концерте звезд балета Dance Open (г. Братислава, Словакия)[23]

2014
- Участие в Гала-концерте в рамках St. Petersburg — Savonlinna ballet days (г. Савонлинна, Финляндия, организатор — Dance Open)[24]
- Выступление на торжественном гала-концерте «Звезды Русского Балета» в Зимнем театре с участием солистов Большого, Мариинского и Михайловского театров
- Участие в Гала-концерте звёзд мирового балета в г. Сочи (организатор — Dance Open)[25]
- Участие в Гала-концерте в рамках дней российской культуры в Сербии (г. Белград, организатор — Dance Open)[26]
- Участие в юбилейном вечере Елены Образцовой в Михайловском театре, режиссёр программы Василий Бархатов
- Участие в концерте народной артистки России Ульяны Лопаткиной «Великие хореографы XX века» в московском академическом Музыкальном театре имени Станиславского и Немировича-Данченко (г. Москва)[27]
- Выступление в Мехико (Мексика) в концерте «Elisa Cabrera and friends»
- Участие в гала-концерте в рамках St. Petersburg — Savonlinna ballet days (г. Савонлинна, Финляндия, организатор — Dance Open)

2015
- Выступление на юбилейном вечере народной артистки СССР Ольги Моисеевой в Мариинском театре в дуэте с ученицей Ольги Николаевны — Ириной Перрен[28]
- Участие в гала-концерте звезд балета Dance Open (г. Монте-Карло, Монако)
- Выступление в концерте Олега Каравайчука в концертном зале «Лендок»
- Выступление на гала-концерте ХХ Международного фестиваля балетного искусства имени Рудольфа Нуреева в Башкирском театре оперы и балета в Уфе[29]

2016
- Выступление на фестивале балета «Estrellas del ballet Russo» в Барселоне (Испания)[30]
- Участие в Русско-Японском культурном фестивале в Токио (Япония) с гала-концертом «Irina Perren, Marat Shemiunov & Friends»
- Выступление на творческом вечере народной артистки России Ульяны Лопаткиной в Мариинском театре
- Выступление на фестивале балета в г. Валлетта (Республика Мальта)
- Участие в гала-концерте Dance Open. Номер к 130-летию со дня рождения балетмейстера Фёдора Лопухова: дуэт из балета «Ледяная дева» с Ириной Перрен (музыка Эдварда Грига, хореография Фёдора Лопухова)

2017
- Выступление на фестивале «Theatrum Vitae» продюсера Ольги Балаклиц в г.Никосия (Кипр)[31]
- Участие в юбилейном концерте «К столетию Красного Октября» в Большом Концертном Зале «Октябрьский»
- Выступление на гала-концерте «Звезды Петербурга» по случаю торжественного приема губернатора Санкт-Петербурга в рамках программы международной сессии Генеральной ассамблеи UNWTO в городе Чэнду, (Китай)
- Участие в гала-концерте фестиваля «Dance Open» в Монте-Карло (Монако)[32]
- Участие в гала-концерте «Звезды балета Петербурга» на фестивале в Уфе, Башкортостан
- В составе солистов Мариинского театра участие в праздничном концерте «День работника сельского хозяйства и перерабатывающей промышленности» на новой сцене Мариинского театра
- Выступление в программе «Дни Русской культуры в Катаре» в национальном культурном центре города Доха (Катар) в составе международного фестиваля Dance Open
- Участие в гала-концерте звезд балета Dance Open (г. Манама, Бахрейн)[33]

2018
- Выступление на Собиновском фестивале в Саратовском театре оперы и балета в роли Альберта в дуэте с Ириной Перрен в спектакле «Жизель»
- Выступление на Гала-концертах «Дни Санкт-Петербурга в Марселе» с ведущими солистами балета Санкт-Петербурга[34]
- Выступление на юбилейном гала-концерте 20-летия Ростовского музыкального театра
- Выступление на фестивале «Dance Open», в Мариборе (Словения)
- Выступление на фестивале «Les etoiles» в Большом театре Женевы, (Швейцария)
- Выступление на фестивале «Дягилев P.S.» в гала-концерте, посвященном 200-летию Мариуса Петипа в Александринском театре в дуэте с Ириной Перрен с репертуаром «Небелое адажио» на музыку Олега Каравайчука в авторской хореографической редакции[35]
- Выступление на гала-концерте фестиваля «Дни культуры Петербурга в Андорре» в программе «Звезды Петербургского балета»
- Выступление на фестивале Владимира Васильева в Воронежском театре оперы и балета[36]
- Выступление на фестивале «Классика на Дворцовой» в рамках празднования Дня города Санкт Петербурга на Дворцовой площади с супругой Ириной Перрен в па де труа «Вальпургиева ночь» и с премьером Большого театра Вячеславом Лопатиным[37]
- Участие в гала-концерте фестиваля имени Ольги Спесивцевой в Ростовском музыкальном театре
- Участие в гала-концертах солистов балета ведущих театров Санкт-Петербурга (Шанхай, КНР, организатор — Dance Open)[38]

2019
- Выступление на гала-концертах международного фестиваля «Dance Open» в Дортмунде (Германия), Шанхае (Китай), Белграде (Сербия)
- Участие в торжественном гала-концерте «500-летия Кубы» в Национальном театре Кубы в Гаване в рамках официального визита Председателя Совета Федерации Валентины Ивановны Матвиенко
- Участие в научно-просветительской программе Государственного Эрмитажа «500 лет со дня смерти Леонардо да Винчи» в балетной сцене «Витрувианский человек» на музыку А.Скрябина, пианист Мирослав Култышев
- Выступление на гала-концерте, посвященном памяти артиста балета и педагога Чолпонбека Базарбаева в Киргизском театре оперы и балета им. А.Малдыбаева в Бишкеке (Кыргызстан)
- Выступление на фестивале «День Города Санкт-Петербурга. Классика на Дворцовой» в роли Петра Первого. Трансляция на канале «Санкт-Петербург»[39]
- Участник программы Российско-Японского культурного фестиваля в Токио, Осака, Нагоя (Япония)

2020
- Выступление на Международном балетном фестивале в Чебоксарах[40]
- Выступление на фестивале балета имени Аллы Шелест в Самаре в дуэте с Ириной Перрен (фрагмент из балета «Антоний и Клеопатра»)[41]
- Участник музыкального фестиваля «Голос России» в программе к 125-летию со дня рождения Сергея Есенина
- Выступление на сцене Эрмитажного театра в спектакле «Есенин-Дункан. История любви» в дуэте с Ириной Перрен
- Выступление в новогодней программе «Юбилеи великих композиторов уходящего года — Чайковский, Рота, Шуберт» для прямой-трансляции на телеканале «Санкт-Петербург»
- Участие в первом международном фестивале «Энергия открытий», выступление в спектакле «Корабль Счастье» в заглавных партиях, в дуэте с Ириной Перрен[42]

2021
- Выступление на гала-концерте «Ирина Перрен, Марат Шемиунов и друзья» в «Сакура холл», Токио (Япония), на Русско-Японском культурном фестивале
- Выступление на гала-концерте звезд мирового балета 34-го международного фестиваля балета имени Рудольфа Нуреева в г. Казань[43]
- Участник церемонии празднования 75-летия Новосибирского театра оперы и балета[44]
- Выступление на гала-концерте «День Победы» в Новосибирском театре оперы и балета

2022
- Участие в торжественном гала-концерте Михайловского театра «Посвящение Петру Первому» в качестве солиста в номерах «Весенние воды» и «Адажио свободы» из балета «Пламя Парижа» в дуэте с Ириной Перрен, а также в качестве постановщика церемонии финала и поклонов гала-концерта
- Участие в 5-м, юбилейном фестивале Ольги Спесивцевой, посвященном памяти Екатерины Максимовой, в Ростовском музыкальном театре в концертных номерах «Мелодия» и «Вальпургиева ночь» в дуэте с Ириной Перрен[45]
- Участник 6-го международного фестиваля оперы и балета «Херсонес»

2023
- Участие в Гала-концерте звезд балета Санкт-Петербурга в рамках культурной программы Дней Санкт-Петербурга в Минске с участием артистов Большого театра Беларуси[46]
- Участие в XXXIII Международном фестивале оперного и балетного искусства «Сыктывкарса тулыс» (г. Сыктывкар, Республика Коми)[47]
- Выступление на фестивале звёзд мирового балета в г.Ларнака (Кипр) совместно с артистами Большого театра России, Berlin Staatsoper и English National Ballet

## Деятельность в качестве хореографа
2021
- Хореограф-постановщик и исполнитель роли Казимира Малевича в балете «Детское лебединое» (премьера состоялась 2 октября 2021 года в Эрмитажном театре)[48]
- Хореограф-постановщик балета «Щелкунчик в джазе» на музыку Петра Чайковского в джазовой версии Александра Маслова[49]

2022
- Хореограф-постановщик балета «7-фония» — в честь 80-летия создания Ленинградской симфонии Д. Д. Шостаковича. (Премьера состоялась 12 декабря 2022 года в Атриуме главного штаба Государственного Эрмитажа, с прямой трансляцией для Испании, Франции, Иордании, Венесуэлы и других стран)[50]
- Хореограф-постановщик балета «Сказки Чайковского» на музыку Петра Чайковского в обработке Александра Маслова[51]

2023
- Хореограф и исполнитель роли Сергея Рахманинова в балете «Первая любовь» (премьера состоялась 24 апреля 2023 года в Эрмитажном театре)[52]

## Съёмки, режиссура и др
2004
- Съемки в роли Икара в рекламной кампании жилого комплекса в г.Фукуока (Япония)

2008
- Работа над спектаклем «Павана Мавра» с ассистентами «Jose Limon Dance Company»

2012
- Участие в проекте «О2» фотохудожницы Светланы Тарловой в Токио (Япония)
- В качестве продюсера, хореографа и организатора выступил в концерте Олега Каравайчука «Метаморфозы. Конец Европы» на Новой Голландии в Петербурге и временном павильоне архитектора Шигеру Бан в музее современного искусства «Гараж» (Москва)

2013
- Организатор, продюсер, участник гала-концерта «Звезды Петербургского балета» в Воронежском театре оперы и балета, художественный руководитель А.Меланьин

2014
- Режиссёр балетной программы, сопродюсер, организатор и исполнитель на концерте Олега Каравайчука «Гетерофония» 16 мая 2014 в Атриуме Главного Штаба Государственного Эрмитажа
- Выступление с Олегом Каравайчуком в перформансе «Экзерсис-Эскиз» в парадном зале Витебского вокзала в рамках параллельной программы 10-й международной биеннале современного искусства «Манифеста» в Государственном Эрмитаже[53]
- Режиссёр и участник балетной части программы празднования 250-летнего юбилея Эрмитажа в Атриуме Главного Штаба с участием композитора и пианиста Олега Каравайчука

2015
- Съемки в фильме режиссёра Андреса Дуке «Олег и редкие виды искусства» в музее Прадо, Мадрид (Испания)

2016
- Открытие студии «Парад Балет» вместе с супругой Ириной Перрен[54]

2018
- Участие в жюри международного конкурса артистов балета «Namue ballet competition» в г.Киото (Япония) и выступление на торжественном гала-концерте финала конкурса в г.Нагоя (Япония)

2019
- Сценарист, продюсер и хореограф новогодней программы «Сказки Чайковского» в Эрмитажном театре[55]

2020
- Ведущий, продюсер, руководитель серии театрально-просветительных онлайн-трансляций благотворительного проекта «Детское Лебединое» для учеников проекта «УчимЗнаем» в 46 регионах РФ и аудитории «Hermitage Online» (трансляции состоялись 17, 25 сентября, 05 октября, 06 декабря 2020, а также 31 мая, 28 сентября и 29 декабря 2021)[56]

2020
- Участие в проекте «Дворцы Петербурга» для телеканала «Санкт-Петербург» в программе «Ромео и Джульетта» в дуэте с Ириной Перрен (съемки проекта проходили в Академии Штиглица)

2021
- Постановка праздничной новогодней балетной программы для «Hermitage online» «Щелкунчик в джазе» совместно с пианистом и композитором А.Масловым[57]

2022
- Выступление на международной конференции кафедры балетоведения Академии русского балета имени А. Я. Вагановой, посвященной 150-летию со дня рождения Сергея Павловича Дягилева с докладом «От Авроры и Дезире в „Спящей Красавице“ Мариуса Петипа до Принцессы Икеи и Принца Кьюара в „Сказках Чайковского“»
- Постановщик программы, хореограф и исполнитель главных ролей в спектакле «Сказки Чайковского» на премьере в Эрмитажном театре 17 мая 2022 года[58]

## Благотворительность
2011
- Участник благотворительного концерта Фонда «Артист» в Театре Наций в дуэте «Мелодия» с народной артисткой России Ульяной Лопаткиной[59]

2017
- Участие в благотворительном концерте звезд Мариинского и Михайловского театров «Поможем Марине» в театральном центре «На Коломенской»
- Выступление на благотворительном концерте «День Пожилых Людей» в БКЗ «Октябрьский» в дуэте с солисткой балета Михайловского театра Ольгой Семеновой

2019
- Участие в благотворительном концерте ветеранам Великой Отечественной войны «День Снятия Блокады» в Доме Офицеров

2020
- Открытие Благотворительного Фонда «ИМ» Ирины Перрен и Марата Шемиунова (президент БФ «ИМ» — Марат Шемиунов)[60]
- Создание благотворительного проекта «Детское Лебединое» совместно с Государственным Эрмитажем, Федеральным проектом госпитальных школ России «УчимЗнаем» и Благотворительным Фондом «ИМ» (учредитель и руководитель проекта — Марат Шемиунов)[61]
- Организация и проведение благотворительных концертов «Под окнами» для детей со сложными заболеваниями, находящихся в строгих карантинных условиях изоляции:
- — Выступления под окнами Петербургского Онкоцентра 3 и 29 августа 2020 (Балет «Детское лебединое»);[62]
- — Выступления в НМИЦ ДГОИ им. Дмитрия Рогачева (Москва) в сентябре 2020[63]
- Благотворительный концерт на озере 6 сентября 2020
- Эфир с включениями из госпитальных школ: трансляция балета «Детское лебединое» (1-я картина — 20 сентября, 2-я картина — 28 сентября, 3-я и 4-я картины — 5 октября)[64]
- Эфир проекта «Детское лебединое» для госпитальных школ, выход в эфир из зала Анри Матисса в Эрмитаже (6 декабря). Трансляция фрагмента балета «Детское лебединое» (Неаполитанский танец, хореография и М.Шемиунова)[65]
- Новогодняя трансляция концерта «Щелкунчик в джазе» 31 декабря

2021
- Автор и организатор Благотворительной акции «Концерт врачам — 8 марта» в конференц-центре Петербургского Онкоцентра, показ балета «Щелкунчик в джазе» с И.Перрен (5 марта)[66]
- Эфир проекта «Детское лебединое», трансляция фрагмента «Испанский танец Пабло Пикассо» (31 мая)[67]
- Выступление под окнами НМИЦ ДГОИ им. Дмитрия Рогачева (5 сентября), показ 3-й и 4-й картин спектакля «Детское лебединое» с заслуженной артисткой России, солисткой Мариинского театра Александрой Иосифиди и заслуженной артисткой России, солисткой Михайловского театра Ириной Перрен[68]
- Эфир проекта «Детское Лебединое». Трансляция спектакля «Черный квадрат Казимира Малевича» из Главного Штаба государственного Эрмитажа (27 сентября)[69]

2022
- Организатор и руководитель открытия региональной программы проекта «Детское Лебединое» в Екатеринбурге: 27 апреля — благотворительный эфир с экскурсией директора центра «Эрмитаж-Урал» Никиты Корытина, посвящённой эвакуации шедевров эрмитажной коллекции в годы Блокады Ленинграда. Эфир проводился с онлайн-включениями из больниц 4-х регионов России — для детей, находящихся на длительном лечении, а также с подключением для педагогического состава федерального проекта госпитальных школ России «УчимЗнаем» в 50 регионах страны[70].
- 25 апреля — онлайн-показ «Сказки Чайковского» Национального Центра Исполнительских Искусств Театра «МИР» в исполнении Ирины Перрен и Марата Шемиунова с показом дивертисмента из балета «Спящая красавица» (хореография М.Шемиунова)[71]

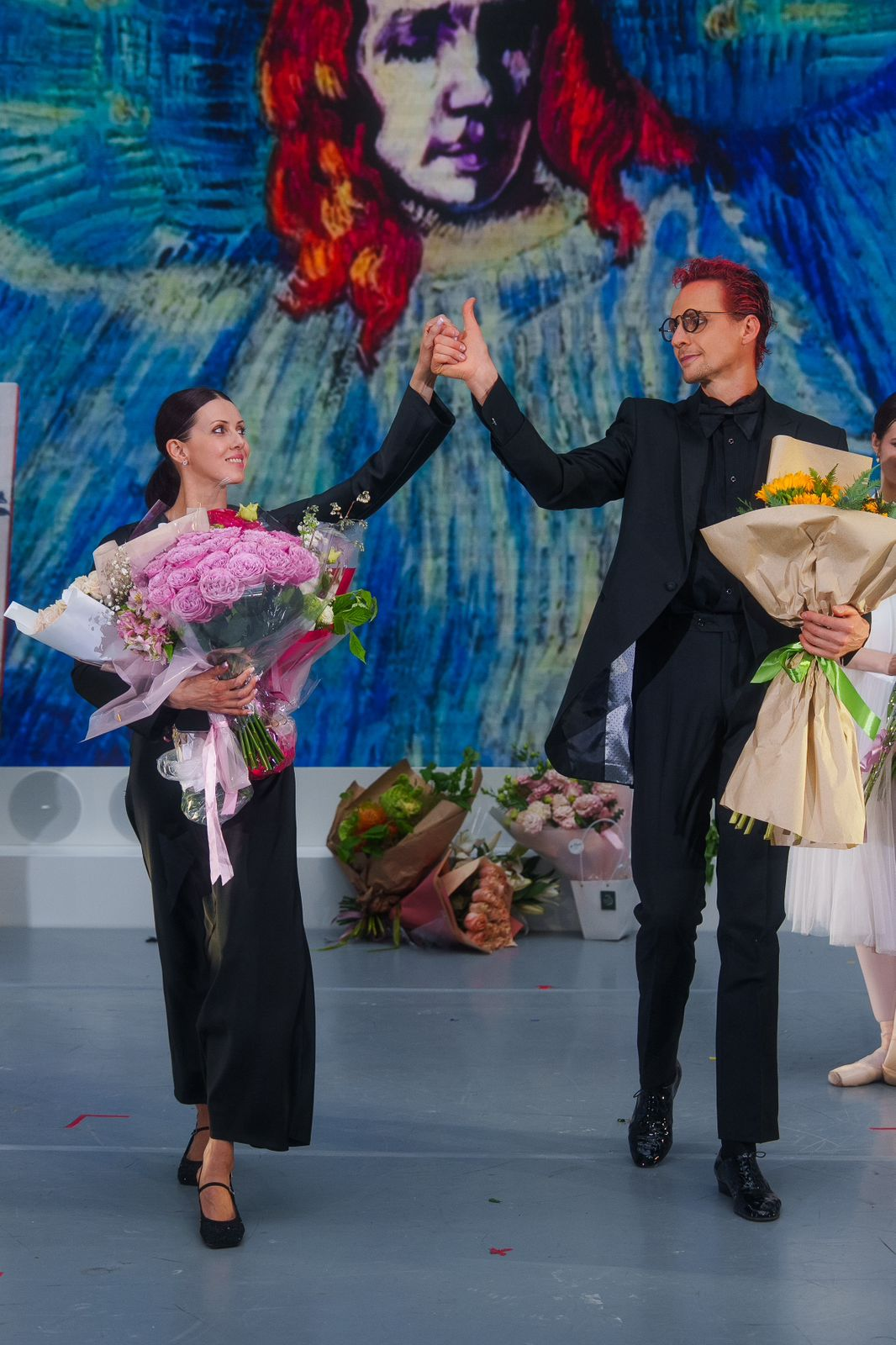
Марат Шемиунов и Ирина Перрен на премьере спектакля "Ван Гог. Жажда жизни"

- 1 июня 2022 — выступление под окнами хирургического корпуса детской городской клинической больницы в Екатеринбурге, для детей со сложными заболеваниями, находящимися в палатах, организованное Благотворительным Фондом «ИМ». Показ 2-й картины спектакля «Детское лебединое» (хореография Марата Шемиунова), показ спектакля «Детское лебединое» с участием Ирины Перрен и Марата Шемиунова и артистов театра «Урал Опера Балет»[72]

2024
- 24 мая — Гала-концерт в Атриуме Главного штаба Эрмитажа, посвящённый Дню города. Среди зрителей были врачи клиники НИИ детской онкологии, гематологии и трансплантологии им. Р. М. Горбачевой, учителя и сотрудники федерального проекта госпитальных школ России «УчимЗнаем», а также члены семей военнослужащих Северо-Западного военного округа[73]

- 1 июня — показ фрагментов балета «Детское Лебединое» на музыку Петра Чайковского в хореографической версии Марата Шемиунова с участием артистов Национального Центра Исполнительских Искусств — Театра «МИР» под управлением заслуженной артистки России Ирины Перрен и Марата Шемиунова.

2025
- 2 июня — премьера театрально-просветительской программы — балета «Ван Гог. Жажда жизни» в Атриуме Главного штаба Эрмитажа. Зрителями вечера стали более 300 человек, среди которых были военнослужащие, члены семей погибших военнослужащих, педагоги и учащиеся госпитальных школ «УчимЗнаем», а также дети, находящиеся на продолжительном лечении онкозаболеваний и на реабилитации [74]

## Живопись
- 2005 — участие в коллективной выставке художественной галереи «Непокоренные» в Санкт-Петербурге, в проекте куратора Анастасии Шавлоховой «Память полей»
- 2009 — открытие персональной выставки «Арабески» в галерее «Этажи» (Санкт-Петербург)[75]
- 2009 — первая персональная выставка «Арабески» в галерее «Т» в Токио (Япония)
- 2010 — вторая персональная выставка «Линии» в галерее «Т» Токио (Япония)
- 2010 — персональная выставка «Каллиграфия балета» в галерее «Стекло Росвуздизайн» (Санкт-Петербург)[76]
- 2010 — персональная выставка «Главный герой» в галерея «Трафальгарская комната», Театр Колизей (Великобритания)
- 2011 — открытие персональной выставки «МузыКа», посвященной композитору Олегу Каравайчуку в музее академии наук «Музей-квартира Исаака Бродского» (Санкт-Петербург), совместное выступление и постановка в концертном зале с маэстро в перформансе «Паранжа»
- 2011 — персональная выставка «День и ночь» в галерее «Звёздочка» (Санкт-Петербург)[77]
- 2011 — персональная выставка «Художник» в галерее «Лавка художника» (Санкт-Петербург)[78]
- 2011 — персональная выставка «Арабески» в галерее театра Римская опера (Италия)
- 2012 — открытие персональная выставка «Panta Rhei» в галерее Fukasaku Ginza (Токио, Япония). Танцевально-графический перформанс «Все течет все изменяется» на музыку Олега Каравайчука
- 2012 — персональная выставка «Неумирающий лебедь» в галерее Сейнт-Мартинз Лейн (Великобритания)
- 2013 — персональная выставка «9» в Парадном зале Аничкова дворца (Санкт-Петербург)
- 2013 — персональная выставка «9 or 9 from 0» в галерее «Т» в Токио (Япония)
- 2014 — персональная выставка «Арабески на Невском» в отеле «Коринтия» (Санкт-Петербург)
- 2014 — персональная выставка «День и ночь» в Михайловском замке (Санкт-Петербург)
- 2014 — персональная выставка «Panta rhei» в Колонном зале Театра Оперы и Балета (Воронеж)
- 2021 — персональная выставка графических рисунков «МузыКа.2.0» в галерее искусств «KGallery»
- 2021 — автор новогодней экспозиции «Елка Каравайчука» и перформанса «Палки» в Атриуме Главного штаба Государственного Эрмитажа, совместно с Фондом культурных инициатив Олега Каравайчука
- 2024 — персональная выставка «День и ночь» в OMELCHENKO Gallery (Москва)[79]

## Награды и звания
- 2003 — диплом 3-го тура международного конкурса артистов балета в городе Риети (Италия) с репертуаром «Тема с вариациями» в хореографии Джорда Баланчина и вариацией Конрада из балета «Корсар», хореография М. Петипа
- 2006 — диплом за участие в конкурсе артистов балета им. Сергея Лифаря в Киеве, с репертуаром «Диана и Актеон» и в миниатюре «Миллион лет до нашей эры»; серебряная медаль хореографа Оксаны Галкиной на конкурсе балетмейстеров (председатель — Юрий Григорович)
- 2007 — номинация на Высшую петербургскую театральную премию «Золотой софит» («Лучшая мужская роль в балете») за исполнение партии Жана де Бриена в балете «Раймонда»[80]
- 2008 — диплом 3-го тура на первом международном конкурсе артистов балета им Галины Улановой в Красноярске
- 2008 — номинация на лучшее мужское трио высшей театральной премии «Золотой софит» (балет «Спартак», трио с Денисом Матвиенко и Денисом Морозовым)[81]
- 2012 — номинация на высшую театральную премию «Золотой Софит» за роль Баха в спектакле «Многогранность. Формы тишины и пустоты», хореография Начо Дуато[82]
- 2014 — благодарственное письмо президента России Владимира Путина для Марата Шемиунова за значительный вклад в подготовку и проведение Олимпийских игр в Сочи
- 2014 — памятная медаль «XXII Олимпийские зимние игры и XI Паралимпийские зимние игры 2014 года в г. Сочи» (выписка из приказа Министерства спорта Российской Федерации от 08 декабря 2014 г. № 163иг)
- 2022 — благодарность председателя Комитета по культуре г. Санкт-Петербурга Ф. Д. Болтина за значительный вклад в развитие культуры Санкт-Петербурга
- 2022 — благодарственное письмо вице-губернатора Санкт-Петербурга Б. М. Пиотровского за многолетний добросовестный труд и большой вклад в развитие культуры Санкт-Петербурга
- 2025 — присвоение звания "Заслуженный артист Санкт-Петербурга" [83]